# Il cavaliere dalla spada nera
Il cavaliere dalla spada nera è un film italiano del 1956 diretto da Ladislao Kish e da Luigi Capuano, quest'ultimo non accreditato.

## Distribuzione
Il film distribuito nel 1957 incassò circa trecento milioni di lire.